# Veritas Vincit
Veritas Vincit er en tysk stumfilm fra 1919 af Joe May.

## Medvirkende
- Mia May som Helena / Ellinor / Komtessa Helene
- Johannes Riemann som Lucfius / Ritter Lutz von Ehrenfried / Ludwig
- Magnus Stifter som Decius
- Emil Albes som Flavius
- Wilhelm Diegelmann som Tullulus